# Jacqueline Susann

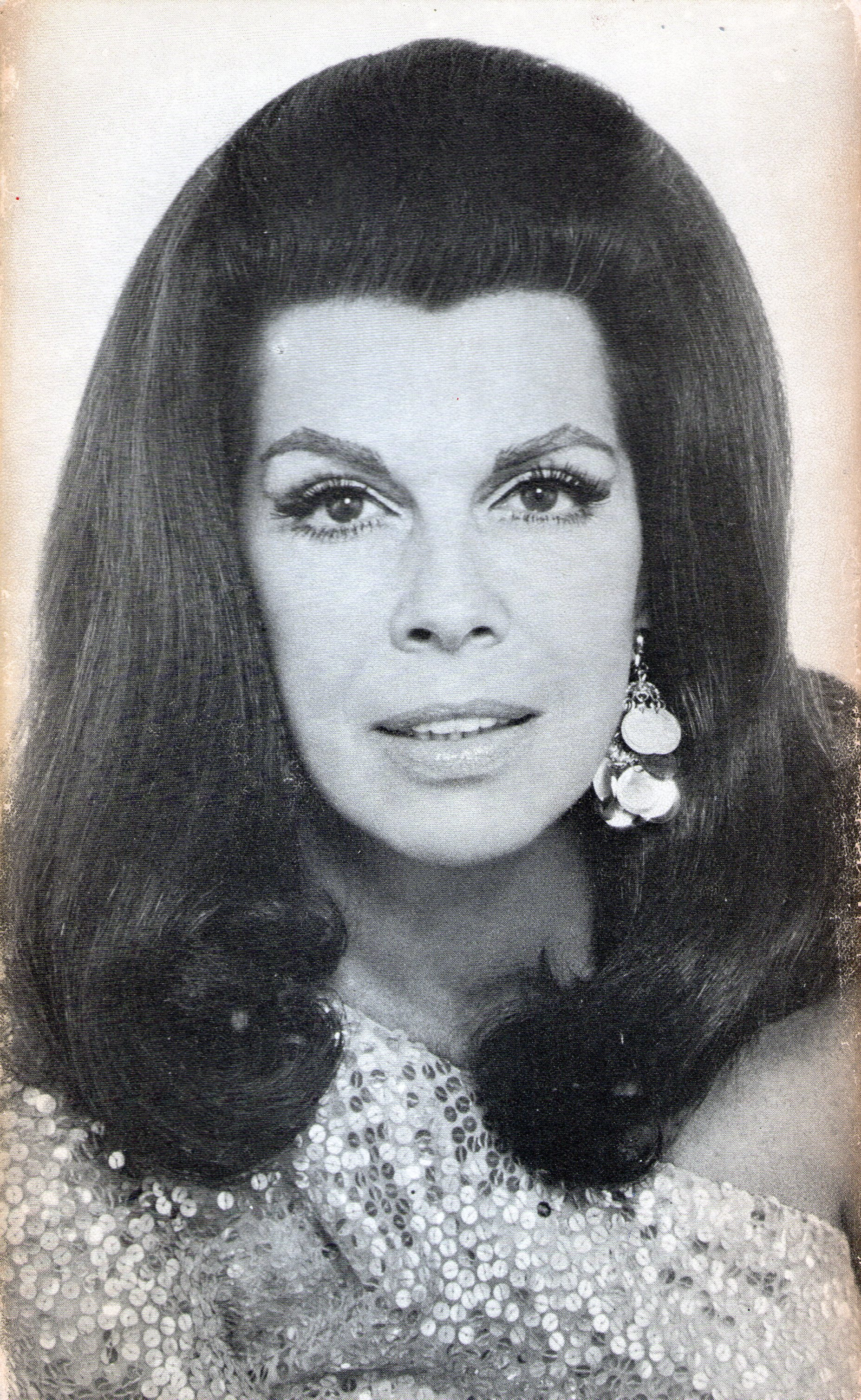
Jacqueline Susann

Jacqueline Susann (* 20. August 1918 in Philadelphia, Pennsylvania; † 21. September 1974 in New York City, New York) war eine  US-amerikanische Schauspielerin und Schriftstellerin.

## Leben
Susann lebte bis zum Abschluss an der West Philadelphia High School in ihrer Geburtsstadt Philadelphia. Entgegen dem Wunsch ihrer Eltern ging sie danach nicht auf ein College, sondern zog stattdessen nach New York mit der Absicht, Schauspielerin zu werden. Dort übernahm sie zunächst verschiedene kleine Rollen in Filmen, Theaterstücken und Werbesendungen. Später wurde sie mit dem Presseagenten Irving Mansfield (geboren als Irving Mandelbaum) bekannt, der ihre Karriere unterstützte, indem er Kritiken und Fotos von ihr in New Yorker Zeitungen platzierte. Die beiden heirateten am 2. April 1939 in der Synagoge Har Zion in Philadelphia. In den folgenden Jahren konnte Mansfield seine Frau, die jedoch immer wieder Affären mit anderen Männern aus dem Showbusiness hatte, weiterhin unterstützen. Das Paar trennte sich und fand wieder zusammen. Im Jahr 1946 wurde ein Sohn geboren, der jedoch als Autist vier Jahre später in ein Heim gegeben wurde.
In den Jahren nach ihrer Hochzeit kursierten immer wieder Gerüchte, Susann sei bisexuell. Es wurden ihr Affären mit Schauspielerinnen und Autorinnen nachgesagt. Anfang der 1960er-Jahre erschien ihr erstes Buch: Every Night, Josephine! Im Jahr 1962 unterzog sie sich einer Totaloperation wegen Brustkrebs; gleichzeitig begann sie mit ihrem ersten Erfolgsroman Valley of the Dolls (deutsch: Das Tal der Puppen), der 1966 veröffentlicht wurde und im Jahr darauf unter dem gleichen Titel verfilmt wurde. Es folgten The Love Machine und 1973 Once is not Enough. Die Jahre 1973 und 1974 verbrachte sie wegen weiterer Krebsbehandlungen in New Yorker Krankenhäusern, wo sie 1974 starb. 1975 wurde die Verfilmung Einmal ist nicht genug veröffentlicht.

## Nachwirkungen
Im Jahr 1979 wurde Susanns Roman Yargo veröffentlicht, den sie bereits in den 1950er-Jahren geschrieben hatte. Der Roman Dolores, den sie selbst nicht vollendet hatte, wurde nach Ergänzungen von ihrem Freund Rex Reed publiziert.
Im Jahr 1987 erschien Barbara Seamans Biografie Lovely Me. The Life of Jacqueline Susann, die 2000 unter dem Titel Isn't She Great? mit Bette Midler und Nathan Lane in den Rollen des Ehepaars Mansfield verfilmt wurde. Der kanadische Regisseur Kenneth Welsh drehte über Susann und Mansfield 1998 den Fernsehfilm Scandalous Me: The Jacqueline Susann Story mit Michele Lee und Peter Riegert in den Hauptrollen.

## Bücher
- 1963: Every Night Josephine! ISBN 0-14-303434-0.
  - deutsche Ausgabe: Geliebte Josephine: Ein fröhliches Pudelbuch. Droemer Knaur, München, ISBN 3-426-00457-7.
- 1966: Valley of the Dolls. ISBN 0-8021-3519-6.
  - dt.: Das Tal der Puppen. Lingen Verlag, Köln 1966 (Droemer Knaur, München 1971, ISBN 3-426-00238-8).
- 1969: The Love Machine. ISBN 0-8021-3544-7.
  - dt.: Die Liebesmaschine. Heyne, München 2002, ISBN 3-453-19921-9.
- 1973: Once Is not Enough. ISBN 0-8021-3545-5.
  - dt.: Einmal ist nicht genug. Droemer Knaur, München 1969, ISBN 3-426-01741-5.
- 1976: Dolores. ISBN 0-553-20958-2.
  - dt.: Diese eine Liebe. Droemer Knaur, München ISBN 3-426-00575-1.
- 1979: Yargo. ISBN 0-552-11019-1.
  - dt.: Yargo. Scherz, München 1980, ISBN 3-502-10725-4.

posthume Veröffentlichung
- Rae Lawrence: Jacqueline Susann, Shadow of the Dolls. Crown Publishers, New York City, USA 2001, ISBN 0-609-60585-2.